# David Granqvist

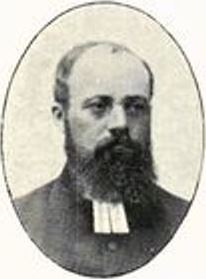
David Granqvist.

David Oskar Granqvist, född 25 april 1864 i Synnerby församling, Skaraborgs län, död 22 mars 1959 i Söderala församling, Gävleborgs län, var en svensk präst.
Granqvist, som var son till skomakare Johannes Pettersson Gran och Maria Kajsa Svensdotter, blev efter studier i Skara student vid Uppsala universitet 1885, avlade teologisk-filosofisk examen 1886, teoretisk teologisk examen 1887, folkskollärarexamen 1888 samt praktisk teologisk examen 1888 och prästvigdes samma år. Han var vice kollega i Söderhamn 1888–1890, blev komminister i Singö församling 1890, pastorsadjunkt i Maria församling i Stockholm 1896, komminister i Söderala församling 1899, kyrkoherde där 1922 och kontraktsprost i Ala kontrakt 1931.
Trots att Granqvist var konservativ tog han upp några av ungkyrklighetens idéer, bland annat diskussionerna på Folkets hus. I Vannsätter hade en stor mängd folk samlats kring Granqvists och Kata Dalströms möten. Granqvist hävdade då att en kristen inte kunde vara socialdemokrat "på grund av vissa kristendomsfientliga uttalanden mot kyrkan". Motparten undrade då om en socialdemokrat kunde vara kristen och med i den av överklassen styrda svenska kyrkan. Granqvist var även utgivare av tidningen "Sveriges Ungdom." (1904–1951)